# Mario Ballocco
Mario Ballocco (Milano, 24 giugno 1913 – Milano, 25 ottobre 2008) è stato un artista italiano.

## Biografia
Dopo gli studi con Aldo Carpi all'Accademia di Brera, nel 1947 Ballocco fu in Argentina, a contatto con Lucio Fontana. Fondatore nel 1950 a Milano del Gruppo Origine (cui aderirono anche Alberto Burri, Giuseppe Capogrossi ed Ettore Colla), creò e diresse le riviste AZ (dal 1949 al 1952) e Colore. Estetica e Logica (dal 1957 al 1964).

## Attività artistica
Fu un pittore astrattista e fornì un importante contributo alla diffusione del design e alle indagini sul colore e la percezione visiva. In lui si incontravano le istanze dell'estetica e della scienza, della comunicazione e della didattica, della teoria e della tecnica.
Ballocco curò a Milano esposizioni di design ed estetica industriale e una mostra sulla storia della fotografia (rispettivamente nel 1952 e nel 1953 alla Fiera). Del 1958 è invece la 1ª mostra del colore, allestita al Museo nazionale della scienza e della tecnologia Leonardo da Vinci.
Ballocco è anche l'inventore della cromatologia, metodo interdisciplinare per la soluzione di «problemi visivi di interesse collettivo»: dal colore delle autoambulanze a quello dei quaderni per gli alunni delle scuole. Suo obiettivo era sconfiggere la monotonia «che ci fa nascere con il bianco, vivere con il grigio e morire con il nero». All'inizio degli anni Settanta Ballocco introdusse la cromatologia come materia di studio all'Accademia di Brera, e successivamente tenne corsi anche all'Accademia Carrara di Bergamo e al Politecnico di Milano.
Fu presente due volte alla Biennale di Venezia (nel 1970 e nel 1986).

## Mario Ballocco nei musei
- MAGI '900 di Pieve di Cento (BO)

## Mostre postume
- Mario Ballocco. Odissea dell'homo sapiens, MACRO Museo d'Arte contemporanea Roma, Roma, 2010-2011.
- All'Origine della forma. Mario Ballocco - Alberto Burri - Giuseppe Capogrossi - Ettore Colla, Museo della Permanente, Milano, 2012-2013[6].
- Ballocco - Munari. Opere dalla Collezione Prestini, Osservatorio d'Opera, Brescia, 2013.
- Sguardi paralleli: Ballocco / Morellet, Fondazione Ragghianti, Lucca, 2016.
- Visione, logica ed estetica. La ricerca di Mario Ballocco, 10 A.M. ART, Milano, 2017.